# Bóng rổ tại Đại hội Thể thao Đông Nam Á 2023 – Nam
Nội dung thi đấu bóng rổ 5x5 nam tại Đại hội Thể thao Đông Nam Á 2023 được tổ chức tại Khu liên hợp thể thao quốc gia Morodok Techo, Phnôm Pênh, Campuchia từ ngày 9 đến ngày 16 tháng Năm 2023.

## Lịch thi đấu
Bảng dưới là lịch thi đấu dành cho nội dung bóng rổ 5x5 nam:
| B | Vòng bảng | PH | Vòng phân hạng | BK | Bán kết | HCĐ | Tranh hạng 3 | CK | Chung kết |

| 9/5 | 10/5 | 11/5 | 12/5 | 13/5 | 14/5 | 15/5 | 16/5 | 16/5 | 16/5 |
| --- | ---- | ---- | ---- | ---- | ---- | ---- | ---- | ---- | ---- |
| B   | B    | B    | B    | B    | B    | BK   | PH   | HCĐ  | CK   |

## Quốc gia tham dự
- Campuchia
- Indonesia
- Lào
- Malaysia
- Philippines
- Singapore
- Thái Lan
- Việt Nam

## Thể thức thi đấu
- Vòng bảng bao gồm hai bảng, mỗi bảng bốn đội thi đấu với nhau. Hai đội đứng đầu mỗi bảng sẽ tiến vào vòng knock-out. Các đội còn lại sẽ lọt vào phân hạng.
- Vòng phân hạng:
  - Hạng 5: 2 đội đứng thứ 3 của 2 bảng sẽ thi đấu để tranh hạng 5.
  - Hạng 7: 2 đội đứng thứ 4 của 2 bảng sẽ thi đấu để tranh hạng 7.
- Vòng knock-out sẽ thi đấu loại trực tiếp, với trận tranh huy chương đồng cho những đội thua ở bán kết. Đội thua trong trận chung kết được trao huy chương bạc, trong khi đội thắng được trao huy chương vàng.[1]

## Kết quả
Thời gian thi đấu là Giờ ở Campuchia (UTC+7)

### Vòng bảng

#### Bảng A
| VT | Đội           | ST | T | B | ĐT  | ĐB  | HS   | Đ | Giành quyền tham dự               |
| -- | ------------- | -- | - | - | --- | --- | ---- | - | --------------------------------- |
| 1  | Campuchia (H) | 3  | 3 | 0 | 268 | 218 | +50  | 6 | Giành quyền vào Vòng Knock-out    |
| 2  | Philippines   | 3  | 2 | 1 | 267 | 173 | +94  | 5 | Giành quyền vào Vòng Knock-out    |
| 3  | Malaysia      | 3  | 1 | 2 | 232 | 268 | −36  | 4 | Giành quyền vào Trận tranh hạng 5 |
| 4  | Singapore     | 3  | 0 | 3 | 175 | 283 | −108 | 3 | Giành quyền vào Trận tranh hạng 7 |

| 9 tháng 5 2023 13:00 | iGames - Cambodia 2023 | Philippines | 94–49 | Malaysia |  | Khu liên hợp thể thao quốc gia Morodok Techo, Phnôm Pênh |

| 9 tháng 5 2023 17:00 | iGames - Cambodia 2023 | Singapore | 60–85 | Campuchia |  | Khu liên hợp thể thao quốc gia Morodok Techo, Phnôm Pênh |

| 11 tháng 5 2023 13:00 | iGames - Cambodia 2023 | Malaysia | 93–70 | Singapore |  | Khu liên hợp thể thao quốc gia Morodok Techo, Phnôm Pênh |

| 11 tháng 5 2023 17:00 | iGames - Cambodia 2023 | Philippines | 68–79 | Campuchia |  | Khu liên hợp thể thao quốc gia Morodok Techo, Phnôm Pênh |

| 13 tháng 5 2023 13:00 | iGames - Cambodia 2023 | Singapore | 45–105 | Philippines |  | Khu liên hợp thể thao quốc gia Morodok Techo, Phnôm Pênh |

| 13 tháng 5 2023 17:00 | iGames - Cambodia 2023 | Campuchia | 104–90 | Malaysia |  | Khu liên hợp thể thao quốc gia Morodok Techo, Phnôm Pênh |

#### Bảng B
| VT | Đội       | ST | T | B | ĐT  | ĐB  | HS   | Đ | Giành quyền tham dự               |
| -- | --------- | -- | - | - | --- | --- | ---- | - | --------------------------------- |
| 1  | Indonesia | 3  | 3 | 0 | 316 | 188 | +128 | 6 | Giành quyền vào Vòng Knock-out    |
| 2  | Thái Lan  | 3  | 2 | 1 | 329 | 192 | +137 | 5 | Giành quyền vào Vòng Knock-out    |
| 3  | Việt Nam  | 3  | 1 | 2 | 244 | 244 | 0    | 4 | Giành quyền vào Trận tranh hạng 5 |
| 4  | Lào       | 3  | 0 | 3 | 131 | 396 | −265 | 3 | Giành quyền vào Trận tranh hạng 7 |

| 10 tháng 5 2023 13:00 | iGames - Cambodia 2023 | Indonesia | 141–37 | Lào |  | Khu liên hợp thể thao quốc gia Morodok Techo, Phnôm Pênh |

| 10 tháng 5 2023 17:00 | iGames - Cambodia 2023 | Thái Lan | 104–63 | Việt Nam |  | Khu liên hợp thể thao quốc gia Morodok Techo, Phnôm Pênh |

| 12 tháng 5 2023 11:00 | iGames - Cambodia 2023 | Lào | 42–156 | Thái Lan |  | Khu liên hợp thể thao quốc gia Morodok Techo, Phnôm Pênh |

| 12 tháng 5 2023 17:00 | iGames - Cambodia 2023 | Việt Nam | 82–88 | Indonesia |  | Khu liên hợp thể thao quốc gia Morodok Techo, Phnôm Pênh |

| 14 tháng 5 2023 13:00 | iGames - Cambodia 2023 | Việt Nam | 99–52 | Lào |  | Khu liên hợp thể thao quốc gia Morodok Techo, Phnôm Pênh |

| 14 tháng 5 2023 17:00 | iGames - Cambodia 2023 | Indonesia | 87–69 | Thái Lan |  | Khu liên hợp thể thao quốc gia Morodok Techo, Phnôm Pênh |

### Vòng phân hạng

#### Trận tranh hạng 7
| 16 tháng 5 2023 09:00 | iGames - Cambodia 2023 | Singapore | 84–49 | Lào |  | Khu liên hợp thể thao quốc gia Morodok Techo, Phnôm Pênh |

#### Trận tranh hạng 5
| 16 tháng 5 2023 11:00 | iGames - Cambodia 2023 | Malaysia | 94–83 | Việt Nam |  | Khu liên hợp thể thao quốc gia Morodok Techo, Phnôm Pênh |

### Vòng Knock-out
|  | Bán kết     | Bán kết     |              |    | Chung kết | Chung kết |
|  |             |             |              |    |           |           |
|  | 15 tháng 5  |             |              |    |           |           |
|  |             |             |              |    |           |           |
|  | Campuchia   | 76          |              |    |           |           |
|  | Campuchia   | 76          | 16 tháng 5   |    |           |           |
|  | Thái Lan    | 66          |              |    |           |           |
|  | Thái Lan    | 66          | Campuchia    | 69 |           |           |
|  | 15 tháng 5  |             | Campuchia    | 69 |           |           |
|  |             | Philippines | 80           |    |           |           |
|  | Indonesia   | Philippines | 80           | 76 |           |           |
|  | Indonesia   |             |              | 76 |           |           |
|  | Philippines | 84          |              |    |           |           |
|  | Philippines | 84          | Tranh hạng 3 |    |           |           |
|  |             |             |              |    |           |           |
|  | 16 tháng 5  |             |              |    |           |           |
|  |             |             |              |    |           |           |
|  | Thái Lan    | 83          |              |    |           |           |
|  | Thái Lan    | 83          |              |    |           |           |
|  | Indonesia   | 69          |              |    |           |           |

#### Bán kết
| 15 tháng 5 2023 15:00 | iGames - Cambodia 2023 | Campuchia | 76–66 | Thái Lan |  | Khu liên hợp thể thao quốc gia Morodok Techo, Phnôm Pênh |

| 15 tháng 5 2023 17:00 | iGames - Cambodia 2023 | Indonesia | 76–84 | Philippines |  | Khu liên hợp thể thao quốc gia Morodok Techo, Phnôm Pênh |

#### Trận tranh hạng 3
| 16 tháng 5 2023 13:00 | iGames - Cambodia 2023 | Thái Lan | 83–69 | Indonesia |  | Khu liên hợp thể thao quốc gia Morodok Techo, Phnôm Pênh |

#### Chung kết
| 16 tháng 5 2023 15:00 | iGames - Cambodia 2023 | Campuchia | 69–80 | Philippines |  | Khu liên hợp thể thao quốc gia Morodok Techo, Phnôm Pênh |

## Thứ hạng chung cuộc
| Hạng | Đội         |
| ---- | ----------- |
| 1    | Philippines |
| 2    | Campuchia   |
| 3    | Thái Lan    |
| 4    | Indonesia   |
| 5    | Malaysia    |
| 6    | Việt Nam    |
| 7    | Singapore   |
| 8    | Lào         |